# رکس پیرسون
رکس پیرسون (انگلیسی: Rex Pierson؛ ۹ فوریه ۱۸۹۱ – ۱۰ ژانویه ۱۹۴۸ (۵۶ ساله)) مهندس و طراح هواپیما اهل بریتانیا بود.
همچنین برندهٔ جوایزی همچون نشان امپراتوری بریتانیا شده‌است.